# Vicki Michelle
Vicki Michelle, nata Michelle Vicki Nathan (Chigwell, 14 dicembre 1950), è un'attrice britannica.

## Filmografia parziale

### Cinema
- Messe nere per le vergini svedesi (Virgin Witch), regia di Ray Austin (1972)
- Ma il tuo funziona... o no? (Percy's Progress), regia di Ralph Thomas (1974)
- Lo stallone erotico (Alfie Darling), regia di Ken Hughes (1975)
- Queen Kong, regia di Frank Agrama (1976)
- Il magnate greco (The Greek Tycoon), regia di J. Lee Thompson (1978)
- Priest of Love, regia di Christopher Miles (1981)
- The Callback Queen, regia di Graham Cantwell (2013)
- No Reasons, regia di Spencer Hawken (2016)
- Rise of the Footsoldier 3, regia di Zackary Adler (2017)

### Televisione
- Doppia sentenza (Softly, Softly: Task Force) - serie TV, 3 episodi (1970-1973)
- Spectre - film TV (1977)
- The Dawson Watch - serie TV, 7 episodi (1979-1980)
- The Two Ronnies - serie TV, 6 episodi (1976-1980)
- 'Allo 'Allo! - serie TV, 85 episodi (1982-1992)
- Noel's House Party - serie TV, 16 episodi (1992-1997)
- The Return of 'Allo 'Allo! - film TV (2007)
- Valle di luna (Emmerdale) - serie TV, 4 episodi (2007-2009)
- EastEnders - serie TV, 7 episodi (2023)